# Robeck
Robeck je priimek več oseb:
- Bernard Lorenzo de Robeck, britanski general
- John Henry Baron de Robeck Švedski, britanski general